# Mackmyra

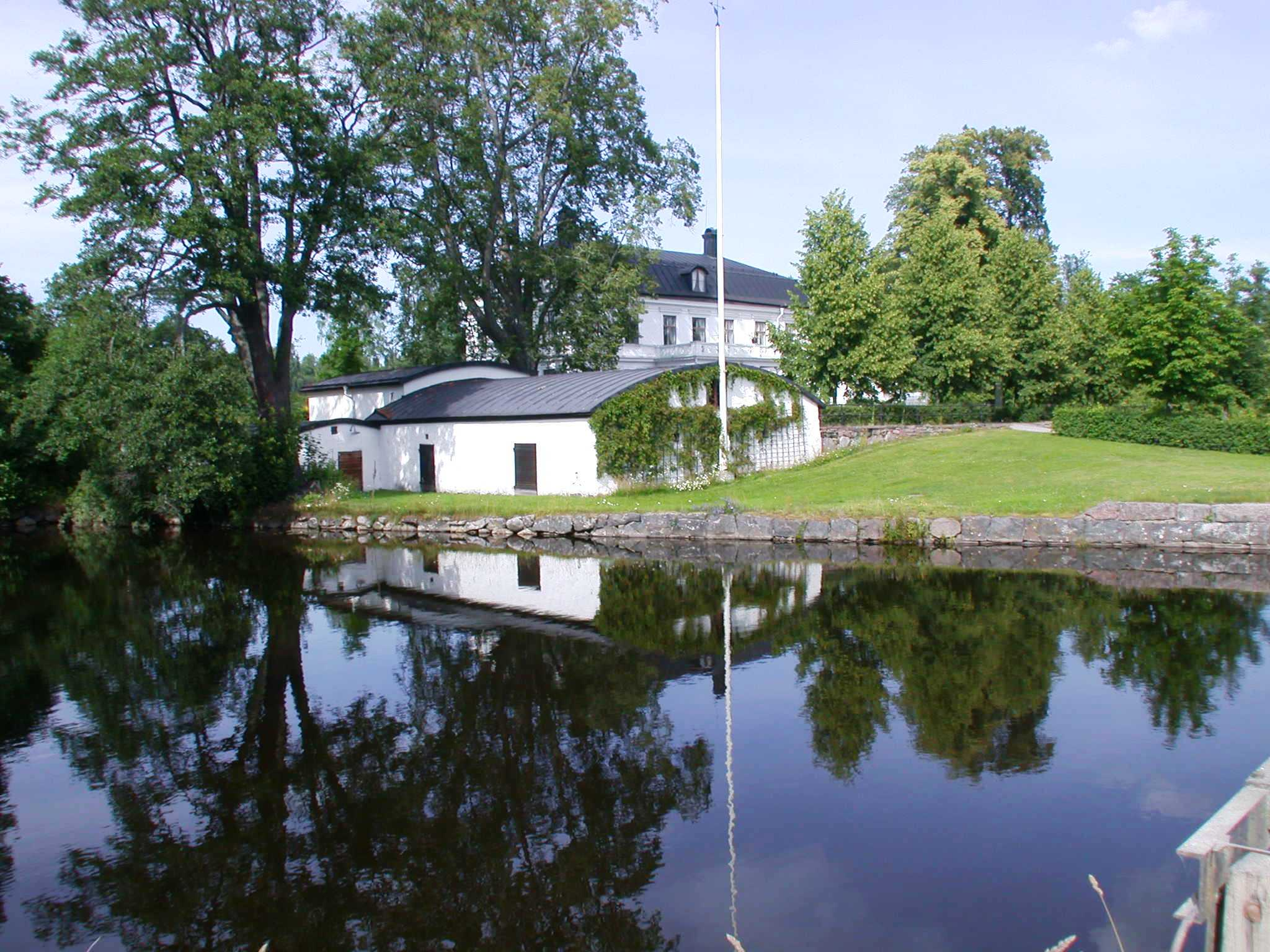
Huvudbyggnaden, Mackmyra bruk

För den svenska whiskyn se Mackmyra Svensk Whisky
Mackmyra är en by, herrgård och före detta järnbruk i Valbo socken, Gävle kommun, Gästrikland (Gävleborgs län). 

## Historia
Mackmyra bys ägor avgränsades ungefärligen av Gavleån i norr, Spikåsbäcken i öster och i söder av en linje ungefär där dagens E16 går. Själva byn låg och ligger vid de vägar som i dag är Per-Hans väg och Mackmyra byväg. Emedan bruket (se nedan) låg i Mackmyra, låg faktiskt brukets herrgård i Öhns by.
Namnet Mackmyra är sannolikt bildat av ordet mack (ett slags knott) som brukade dansa över myrarna som omger bruket.

### Järnbruksepoken (1659–1877)

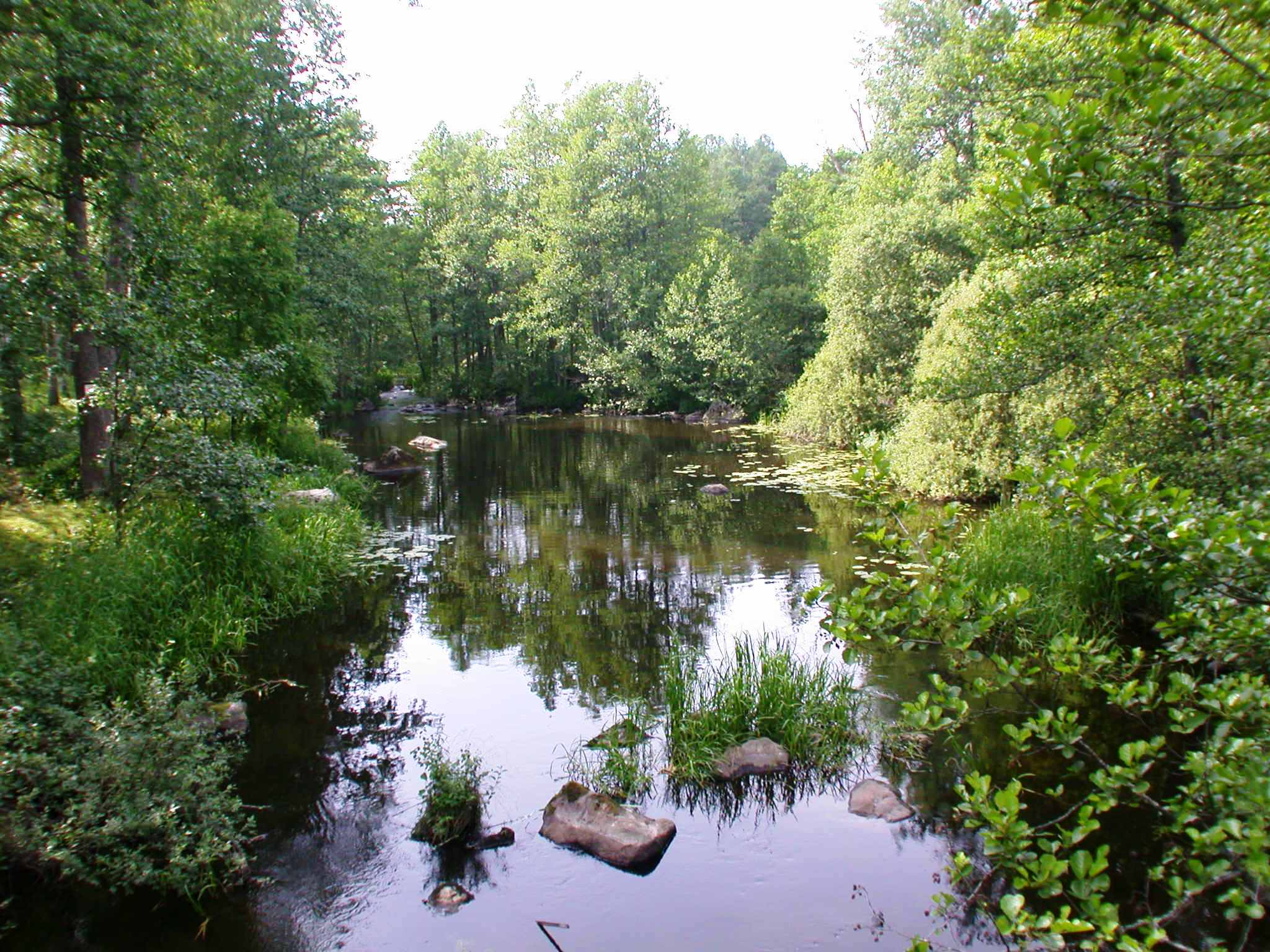
Gavleån

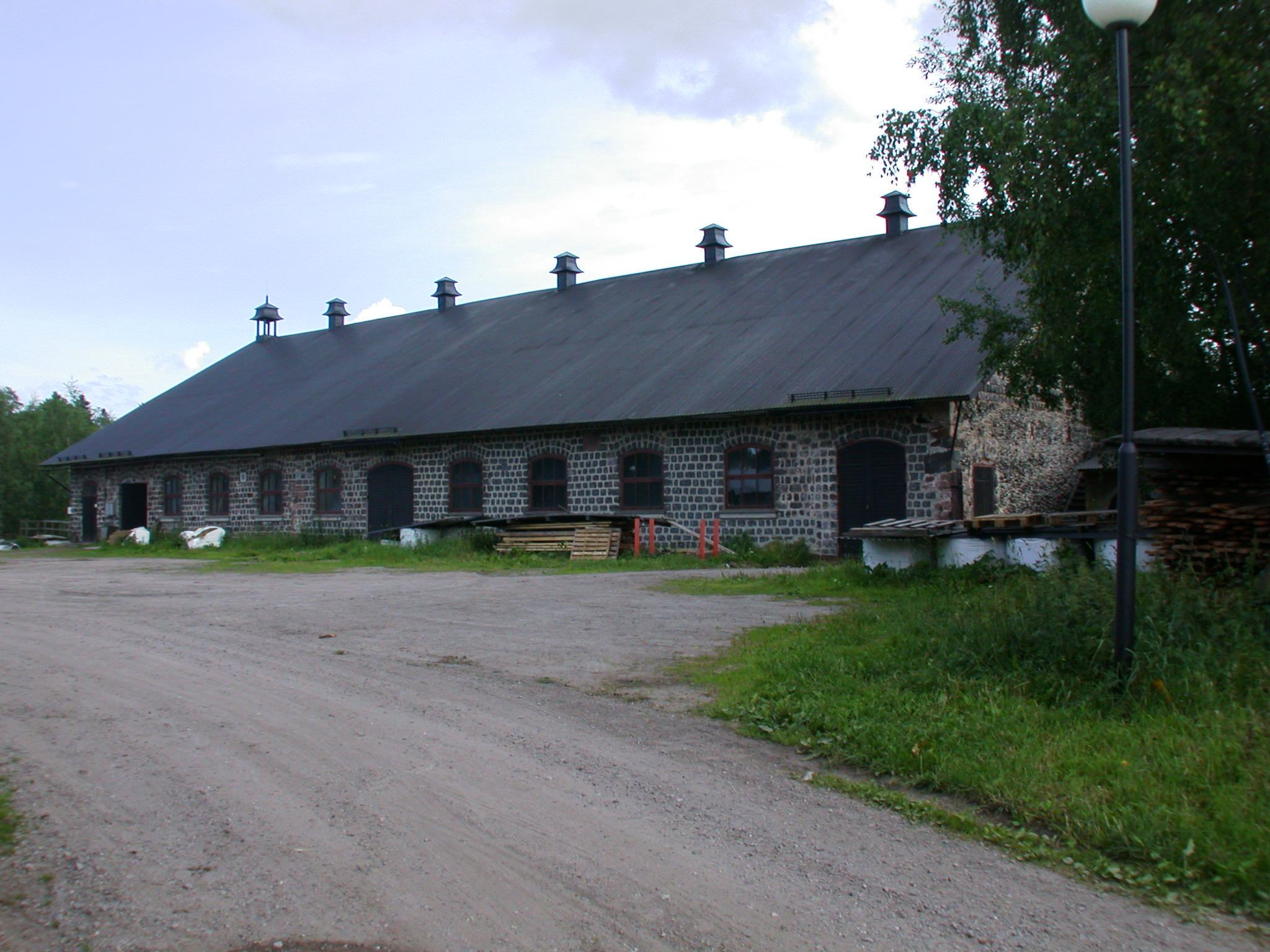
Stallarna

Redan under 1500-talet fanns en stångjärnshammare ägd av bönder i Mackmyra. 1659 fick järnbruket privilegier och 1685 köptes det av assessorn Daniel Tilas från Gävle. Bruket kom sedan under 1700-talet att utvecklas parallellt med Valbo masugn (vilken låg nära nuvarande Valbo köpcentrum) som också var i familjen Tilas ägo. 1756 övertogs Mackmyra av grosshandlaren Jan Paul Strömbäck, även han från Gävle. Fram till 1700-talets slut hade bruksägarna varit bosatta vid Valbo masugn, men 1797 uppfördes en herrgård på Mackmyra. Huvudbyggnaden, av timmer i två våningar under brutet tak, fick sitt nuvarande utseende på 1870-talet.
Bruket såldes 1814 till grosshandlaren Olof Elfbrink. Han lät bygga ut stångjärnsmedjan, uppföra kontor, nya bostäder och ekonomibyggnader. Under hans tid tillkom även den engelska parken om ca. 6 ha. Parken, som ligger utmed Gavleån, innehåller bland annat ett lusthus i form av ett antikt tempel (1831) och en kastanjeallé. Numera sköts parkens underhåll av en ideell förening, "Bruksparkens Vänner".
För att man skulle hänga med i utvecklingen infördes lancashiresmide 1833. Konkurrensen mellan bruken var dock stor, speciellt efter näringsfrihetsförordningen 1846. Masugnen lades ned 1855. Mackmyras ägare förvärvade istället Forsbacka bruk och flyttade år 1877 smidesverksamheten över dit. Därefter övergick Mackmyra till att endast vara en lantegendom. De nuvarande ägarna, familjen Klingberg, är ättlingar till den Elfbrinkska familjen.

### Sulfitfabriksepoken (1889–1976)
Mackmyra sulfitaktiebolag startade sin verksamhet 1889. Sulfitfabriken hade inget med Mackmyra bruk att göra förutom att brukspatronen på Mackmyra, kapten Th. Klingberg var en av delägarna i bolaget och ledamot av dess styrelse. I anslutning till massafabriken på Öhn byggdes också arbetarbostäder, på södra sidan av ån.
Mackmyra blev rikskänt i samband med den så kallade Mackmyrakonflikten år 1906. Upprinnelsen till konflikten var att det samma år bildats en fackförening av ett 60-tal arbetare vid massafabriken. När detta kom till företagsledningens kännedom skickades brev ut till de anställda där de sades upp om de inte omedelbart lämnade fackföreningen och att de skulle underteckna en lojalitetsförklaring till företaget. Arbetarna vägrade och istället så fick fackföreningen fler medlemmar. Arbetsgivaren svarade då i april 1906 vräka 40 familjer med fler än 100 barn från sina bostäder. Arbetarna fick dock ett massivt stöd av de svenska fackföreningarna, och Mackmyra Sulfit AB tvangs efter 6 månader att ge efter på grund av konflikten. Fackföreningen fick bildas och många arbetare fick tillbaka sina arbeten och bostäder. Mackmyrakonflikten är en viktig händelse i den svenska fackföreningsrörelsens historia.
Sulfitfabriken nedlades 1976.

### Järnvägsepoken (1901–1978)
Mackmyra har även tidigare haft järnvägsförbindelse i form av den år 1901 invigda Sala-Gysinge-Gävle Järnväg (SGGJ). Järnvägen gick, som namnet antyder, mellan Sala och Gävle via Gysinge. Vid Mackmyra station fanns en lastkaj och bispår till sulfitfabriken. SGGJ var dock en järnväg bland många med dålig ekonomi, och 1937 förstatligades den. Järnvägen mellan Sala och Gävle lades sedan ned i omgångar under 1960- och 70-talet. 1978 hade turen kommit till Mackmyra att bli av med sin järnvägsförbindelse.

### Mackmyra idag

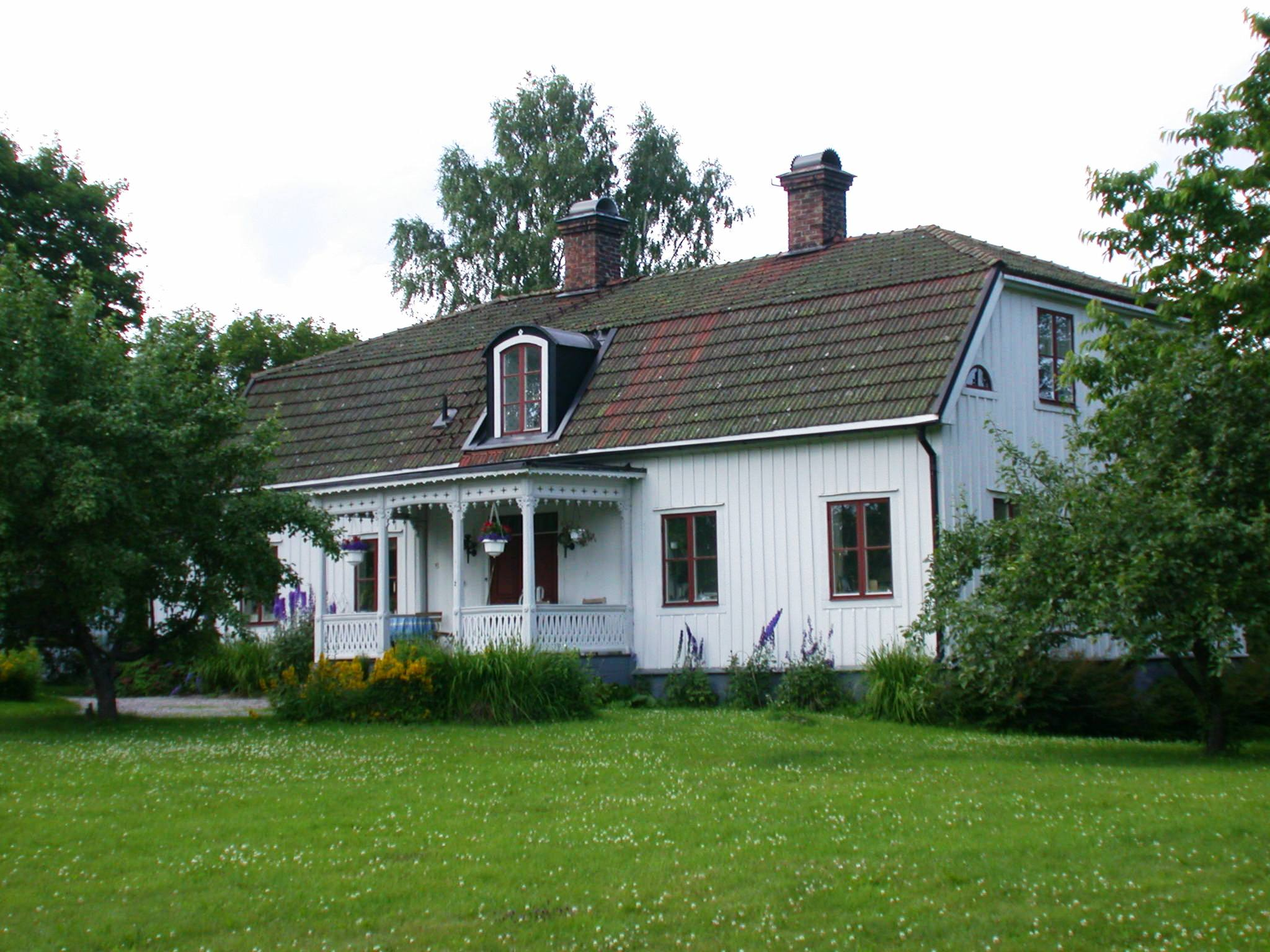
Inspektorsbostaden

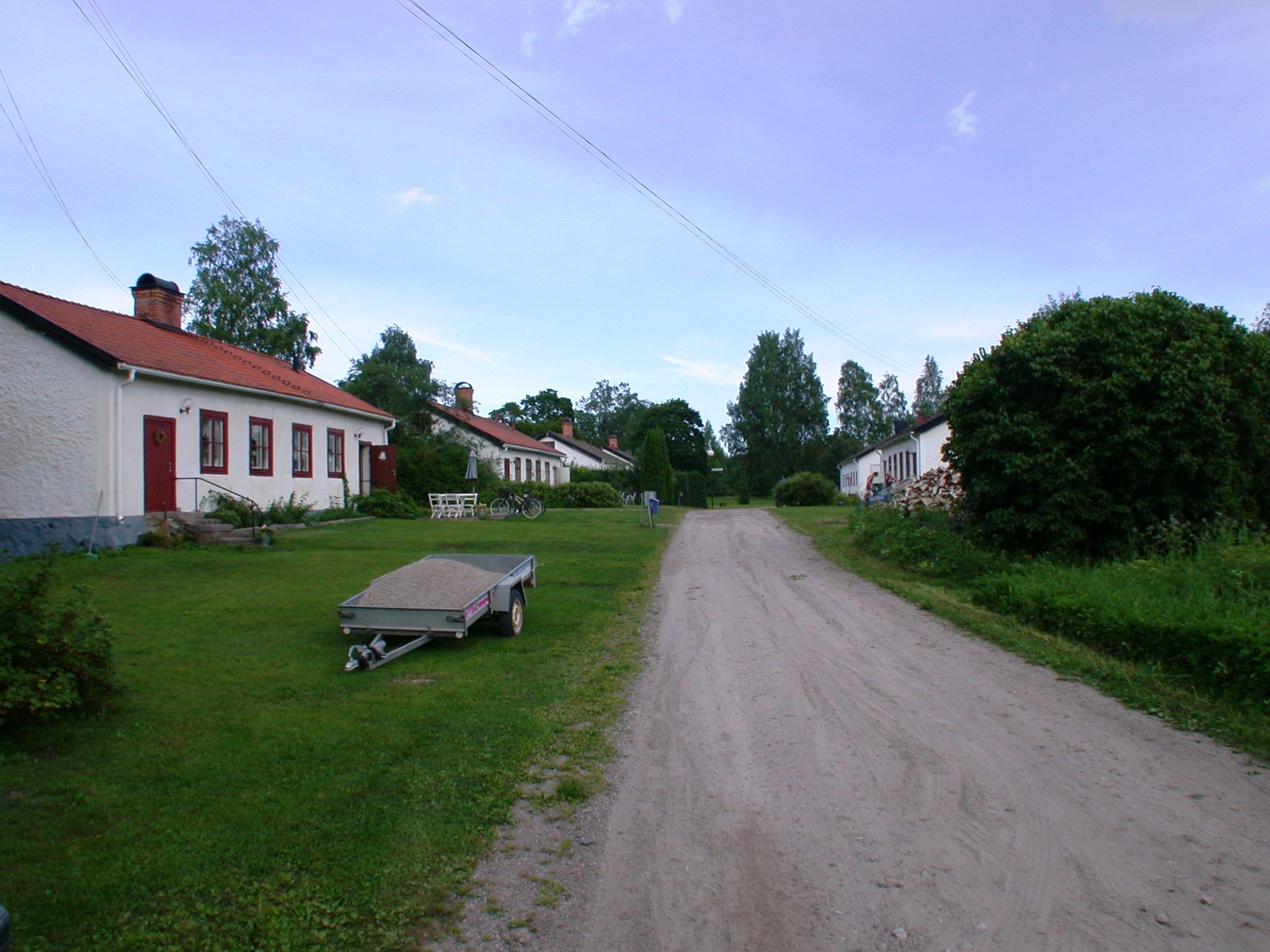
Bygatan

Mackmyra är idag i det närmaste en del av tätorten Valbo. Mackmyra kan sägas utgöra tre olika delar; den gamla bondebyn Mackmyra, Mackmyra bruk och den före detta sulfitfabriken.
Kvar efter järnhanteringen finns en ganska traditionell liten bruksmiljö med smedja, kolhus, brygghus, kvarn, magasin, bodar samt smedbostäder och arbetarlängor grupperade kring herrgården. I kraftverket, kvarnen och smedjan huserar sedan 1999 Mackmyra Svensk Whisky, Sveriges första privata whiskydestilleri. Den första buteljerade whiskyn såldes på Systembolaget i mars 2006 och tog enligt företaget slut på en timme i hela landet.
Sulfitfabrikens nedlades 1976 men har sedan dess varit träflisfabrik till tidigt 1990-tal och därefter sågverk under några år. I dag står fabriken övergiven. Av arbetarbostäderna finns tre trevånings flerfamiljshus (ritade av Cyrillus Johansson) vid Mackmyravägen samt Tavelvägen kvar, tolv parhus i lättbetong på Gaddaborgsvägen och Åbrinken samt åtta tjänstemannavillor i lättbetong på Trollsvedsvägen. Arbetarbostäderna på Tallåsen och Spikåsen är rivna.  Vid Trollsvedsvägen står en minnessten över konflikten 1906.
Mackmyra bruk ägdes av Tage Klingberg (1942–2021).
Genom Mackmyra passerar Gästrikeleden.

## Angränsande byar
- Västbyggeby
- Ytterhärde
- Tavlan